# STS-100
STS-100 — космічний політ шатла «Індевор» за програмою «Спейс Шаттл» (104-й політ програми). Індевор стартував 19 квітня 2001 року з Космічного центру імені Кеннеді в штаті Флорида. Основними завданнями STS-100 за програмою продовження збірки Міжнародної космічної станції (15-й політ до МКС, 9-й політ шатла до МКС для екіпажу 2-ї основної експедиції. Під час польоту було здійснено два виходи у відкритий космос (загальною тривалістю 14 годин 50 хвилин).

## Екіпаж
- (НАСА): Кент Ромінджер (5)[1] - командир.
- (НАСА): Джеффрі Ешбі (2) - пілот.
- (КАА):Крістофер Хедфілд (2) - фахівець польоту-1.
- (НАСА): Джон Філліпс (1) - фахівець польоту-2 бортінженер.
- (НАСА): Скотт Паразінські (4) - фахівець польоту-3.
- (ЄКА):Гвідоні Умберто (2) - фахівець польоту-4.
- Роскосмос: Юрій Лончаков (1) - фахівець польоту-5.

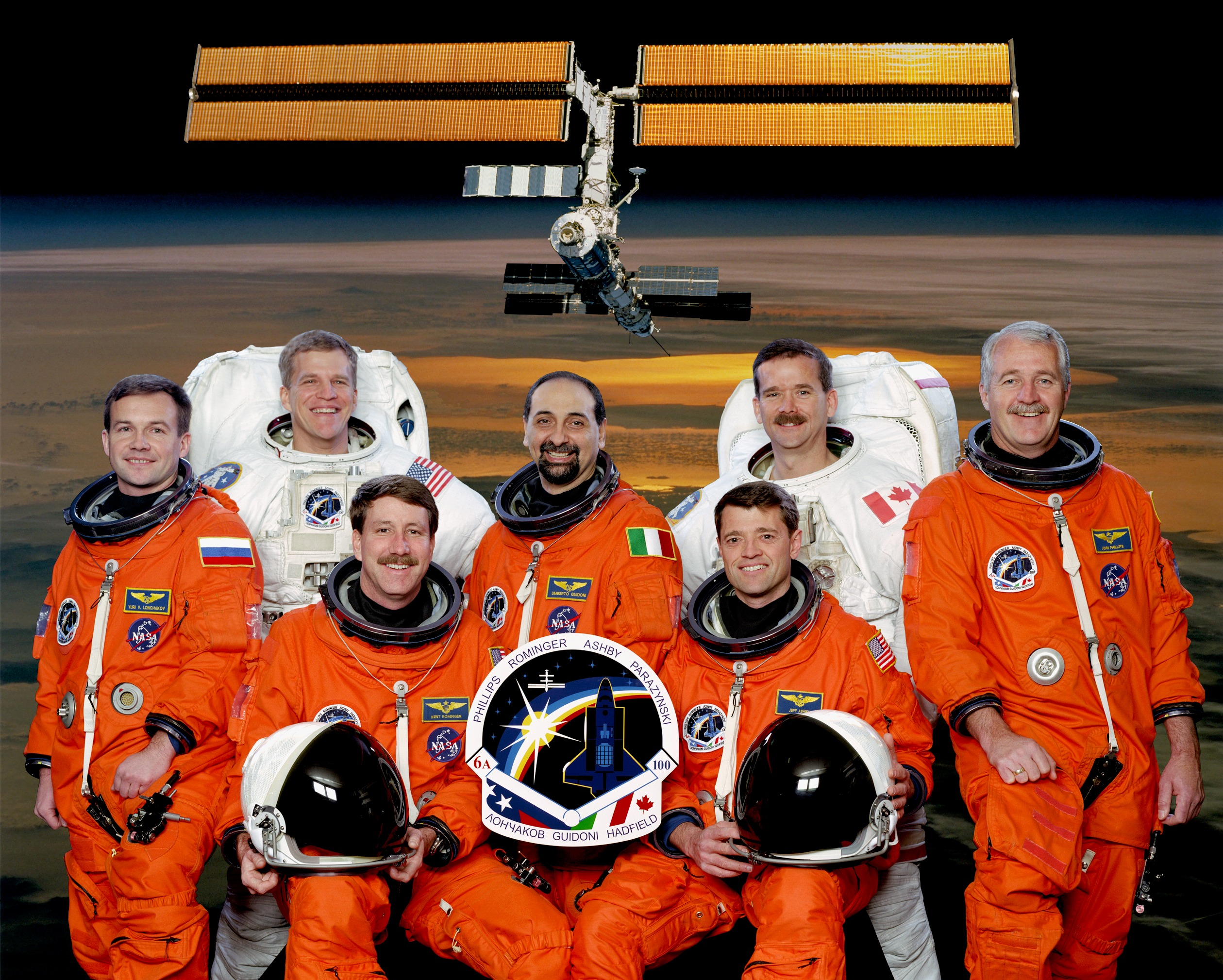
Екіпаж STS-100:Стоять (зліва-направо): Лончаков, Паразінскі, Гвідон, Хедфілд і Філліпс. Сидять: Ромінджер і Ешбі.

Спочатку замість Паразінські в екіпаж був призначений Роберт Лі Кербім, але після виведення зі складу екіпажу Атлантіс STS-98 астронавта Марка Лі, Кербім був переведений на його місце.

## Параметри польоту
- Маса апарата
  - При старті — 103 506 кг
  - При посадці — 99 742 кг
- Вантажопідйомність — 4899 кг
- Нахил орбіти — 51,6°
- Період обертання — 92,3 хв
- Перигей — 377 км
- Апогей — 394 км

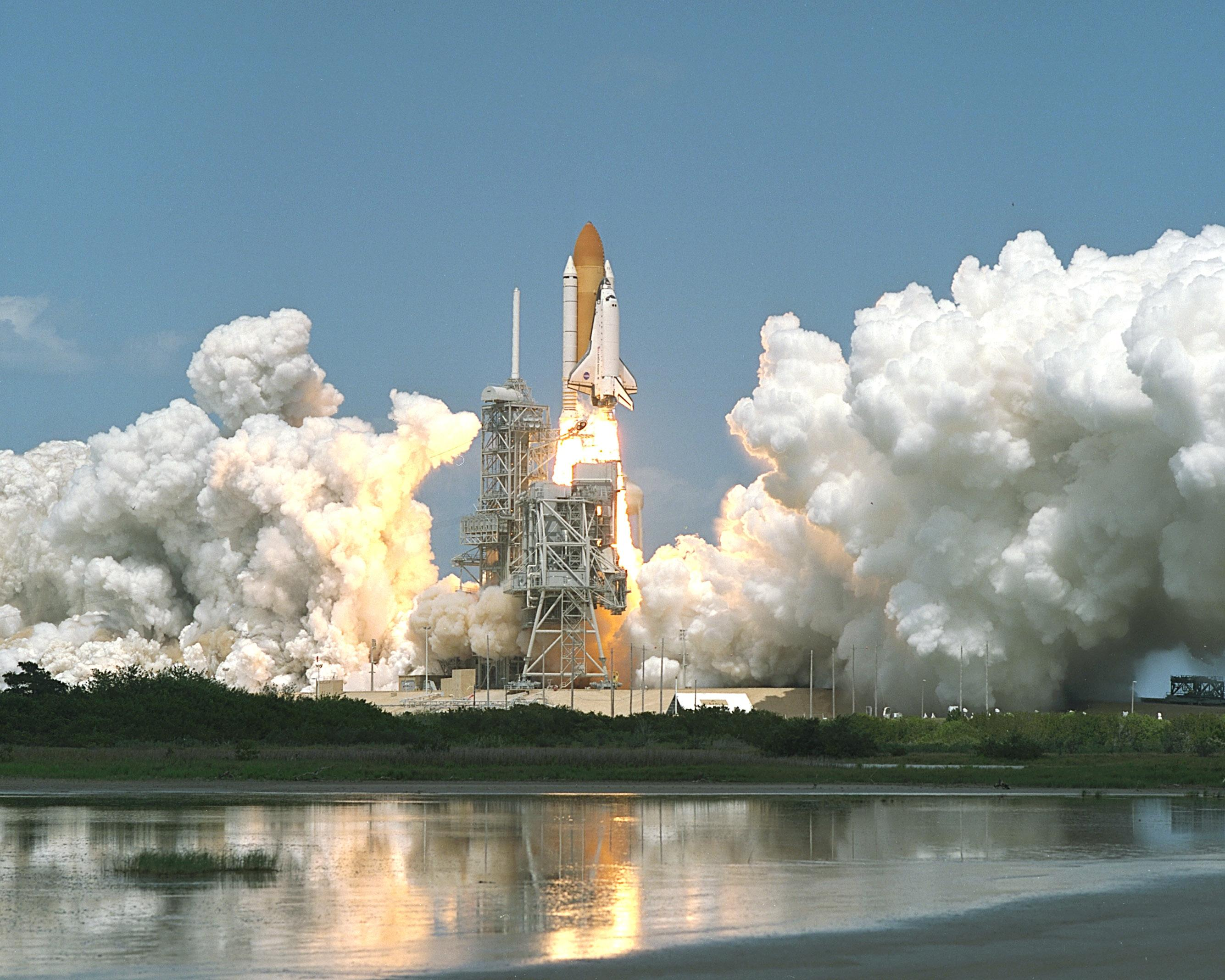
Зліт «STS-100».

Авторитетний американський космічний експерт з Гарвард-Смітсонівського астрофізичного центру. Джонатан Макдауелл у черговому номері свого «Космічного репорту» (англ. Johnson Space Report) заявив, що офіційні дані про стартову й посадкову маси STS-100 некоректні. За його оцінкою, при старті Шатл мав масу приблизно 115 652 кг.

### Вантажі STS-100
STS-100 доставив на МКС один з основних елементів Мобільної системи обслуговування MSS — дистанційний маніпулятор космічної станції SSRMS, розроблений і створений канадською компанією MDA Space Missions (раніше званої MD Robotics, а ще раніше — SPAR Aerospace). Маніпулятор SSRMS, поряд з деякими іншими елементами MSS, є внеском Канади в проект Міжнародної космічної станції, і призначений для виконання операцій з будівництва та обслуговування станції протягом усього її польоту.
Зовнішня УВЧ антена UHF-діапазону. Система зв'язку UHF-діапазону призначена для забезпечення голосового зв'язку, передачі команд управління і телеметрії в напрямку «космос-космос». Система дозволяє вести двосторонні переговори з кораблем, що наближається до станції (до установки СВЧ-антени для зв'язку між шатлом і МКС використовувалася радіосистема діапазону VHF, що працювала тільки в межах прямої видимості і вимагала наявності на шатлі окремого комплекту апаратури), між працюючими у відкритому космосі членами екіпажу та їх напарником на борту станції, а спільно з системою S-діапазону — з Х'юстоном. На одній частоті UHF-система може обслуговувати до 5 користувачів.
Вантажний модуль «Рафаель» є другим (з трьох) багатоцільовим модулем матеріально-технічного постачання. Багатоцільові модулі постачання (ММС) призначені для транспортування вантажів на орбіту, до Міжнародної космічної станції, і назад, з відпрацьованими матеріалами, на Землю. Модуль наданий НАСА Італійським космічним агентством (ІКА). Входить в американський сегмент МКС і є власністю США.

## Виходи в космос
Під час польоту STS-100 було здійснено два виходу у відкритий космос, обидва вчинили астронавти Скотт Паразінські і Кріс Хедфілд (Хедфілд став першим канадцем вийшов у відкритий космос)
- 22 квітня с 11:45 до 18:55 (UTC), тривалість 7 годин 10 хвилин. Роботи з монтажу і встановлення маніпулятора SSRMS (розгортання маніпулятора і фіксація плечей в робочому положенні) та антени UHF-діапазону (встановлення та кріплення 56-кілограмової антени до модуля «Дестіні» на 1, 2 метрову штангу; підключення до вже наявних елементів системи зв'язку МКС в діапазоні UHF, включаючи приймачі лінії «МКС-космос» (рос. космос-космічної станції пріемопередатчік, СРСР).
- 24 квітня с 12:34 до 20:14 (UTC), тривалість 7 годин 40 хвилин. Завершено роботу з підключення SSRMS (замість тимчасових кабелів живлення до гнізда маніпулятора PDGF підключені кабелі з модуля LAB), демонтаж з модуля «Юніті» старої антени системи ECS (оскільки необхідність в ній відпала, а на це місце планувалася установка модуля шлюзової камери).

## Емблема STS-100
Емблема місії відображає основні теми польоту: робототехніка і Позакорабельна діяльність (бо під час виходів у відкритий космос проводилося розгортання роботизованого маніпулятора SSRMS). Обрамленням емблеми служить шолом скафандр для виходу в космос, внизу ілюмінатора шолома зображені зігнуті в шарнірі дві ланки канадського маніпулятора. Там же відображаються Шатл «Індевор» (з розміщеними у відсіку корисного навантаження платформою «Спейслеб», ультрависокочастотною антеною для станції та багатоцільовим модулем постачання «Рафаелло»), МКС і сходить над горизонтом Землі сонце.
Склад екіпажу підкреслять наявністю стилізованих прапорів (американський, російський, канадський і італійська) в нижній частині емблеми. 10 зірок у небі представляють 10 дітей членів екіпажу STS-100, що символізує майбутнє космічних досліджень.

## Галерея
|                                            |
| Екіпаж «STS-100» за кілька годин до старту |

|                             |
| «STS-100» двигуни запалають |

|                |
| «STS-100» Зліт |

|                                               |
| Установка Канадарм2 під час польоту «STS-100» |